# Hjalmar Uggla
Hjalmar Frederik Karl Uggla, ps. „Sowa” (ur. 17 marca 1908 w Warszawie, zm. 13 marca 1983 w Olsztynie) – gleboznawca; od 1958 profesor Wyższej Szkoły Rolniczej w Olsztynie, gdzie zorganizował katedrę gleboznawstwa i przez wiele lat nią kierował.
Urodził się w Warszawie w inteligenckiej rodzinie pochodzącej z arystokracji szwedzkiej zamieszkałej w XIX wieku w Finlandii, która wówczas wchodziła w skład Imperium Rosyjskiego. Przodkowie profesora zostali skierowani przez władze carskie jako urzędnicy imperium na teren Królestwa Polskiego. Po dwóch pokoleniach rodzina spolonizowała się i w okresie wojen jasno określała swoją polską tożsamość narodową.
Był ojcem literaturoznawcy Andrzeja Nilsa Uggli, Jana Uggli, Elżbiety Malewskej, Anny Karin Gajewskiej oraz Zbigniewa Uggli.

## Wykształcenie i działalność naukowa
H. Uggla ukończył studia na Wydziale Leśnym Szkoły Głównej Gospodarstwa Wiejskiego w Warszawie w 1933 roku. Już podczas studiów od roku 1929 podjął pracę jako asystent w Katedrze Gleboznawstwa tej uczelni. W okresie międzywojennym pracował jako gleboznawca – klasyfikator gruntów na Polesiu i Kujawach. W latach 1940–1945 był zatrudniony w gospodarstwie rolnym Centralnej Doświadczalnej Stacji Jedwabniczej w Milanówku. Po wojnie powrócił do pracy naukowej, najpierw w SGGW w Warszawie, a po obronie pracy doktorskiej w 1950 roku został kierownikiem i organizatorem Katedry Gleboznawstwa w nowo powstałej Wyższej Szkole Rolniczej w Olsztynie. Prowadził badania głównie z zakresu gleb hydrogenicznych i siedlisk leśnych, m.in. dotyczące kartografii i klasyfikacji gleb, erozji i ochrony gleby.

## Działalność w okresie wojennym
Od początku II wojny światowej Hjalmar Uggla działał w ruchu oporu. Najpierw w szeregach Związku Walki Zbrojnej, a następnie Armii Krajowej. Należał do 32. plutonu ośrodka „Mielizna” pod pseudonimem „Sowa” jako sanitariusz w stopniu starszego strzelca. Brał czynny udział w akcjach sabotażowych oraz przejmowaniu zrzutów lotniczych. Wykorzystując dokumenty o swoim szwedzkim pochodzeniu oraz biegłą znajomość języka niemieckiego wielokrotnie interweniował u władz okupacyjnych w sprawie uwolnienia zatrzymanych członków ruchu oporu i innych osób. W tym celu udawał się nawet do siedziby Gestapo przy al. Szucha.

### Sprawiedliwy wśród Narodów Świata
Po zakończeniu Powstania Warszawskiego, w rodzinnym domu w Milanówku ukrywał uciekinierów z płonącej Warszawy. Wśród nich byli cywile, powstańcy, Żydzi, siostry zakonne. Pod koniec 1944 r. w domu Ugglów w Milanówku (willa "Sówka") jednocześnie ukrywało się ok. 50 osób. Za tę działalność całej rodzinie groziła kara śmierci. Wśród uratowanych był Kazimierz Lewartowicz wraz z matką Zofią – pianistką koncertową, przechowywani w specjalnie na ten cel przygotowanej w domu sekretnej skrytce. Na wniosek Kazimierza Lewartowicza – Żyda mieszkającego później w USA – Instytut Pamięci Jad Waszem w Jerozolimie 6 maja 2007 roku nadał tytuł Sprawiedliwy Wśród Narodów Świata pośmiertnie Hjalmarowi Uggla oraz jego żonie Ludwice Uggla (ur. 11 czerwca 1924, zm. 4 lutego 2012) mieszkającej w Olsztynie.
W 2008 został pośmiertnie odznaczony Krzyżem Komandorskim Orderu Odrodzenia Polski (M.P. z 2009, nr 27, poz. 371).

## Wybrane publikacje
- Gleboznawstwo leśne szczegółowe (1965)
- Morfologia i systematyka gleb (1974)
- Gleboznawstwo leśne (1979)
- Gleboznawstwo rolnicze (1976)